# Dosso Bello di Dentro
Dosso Bello di Dentro (něm. Hinteres Schöneck) je hora v italských Alpách, v provincii Jižní Tyrolsko (Südtirol), v pohoří Ortles. Vrchol dosahuje nadmořské výšky 3128 m n. m.

## Výstup
Jedná se o relativně snadno dostupnou třítisícovku s pěkným výhledem. Výstup začíná u chaty Düsseldorfer Hütte (2 721 m n. m.), nejprve po svažitém suťovitém terénu a poté napůl travnatým a skalnatým terénem k vrcholu. Cesta byla zajištěna několika ocelovými lany. Doba výstupu od Düsseldorfer Hütte je 1 – 1,5 hodiny, sestup z vrcholu do obce Solda pak zabere asi 2-3 hodiny.